# Iberoamerikanische Badmintonmeisterschaft 2022
Die Iberoamerikanische Badmintonmeisterschaft 2022 fand vom 25. bis zum 28. November 2022 in Guadalajara in Mexiko statt. Es war die Erstauflage der Titelkämpfe.

## Medaillengewinner
| Disziplin    | Gold                          | Silber                                         | Bronze                                           |
| ------------ | ----------------------------- | ---------------------------------------------- | ------------------------------------------------ |
| Herreneinzel | Adriano Viale Aguirre         | Uriel Canjura                                  | Armando Gaitan                                   |
| Herreneinzel | Adriano Viale Aguirre         | Uriel Canjura                                  | Carlos Piris                                     |
| Dameneinzel  | Fernanda Saponara Rivva       | Ania Setien                                    | Inés Castillo                                    |
| Dameneinzel  | Fernanda Saponara Rivva       | Ania Setien                                    | Fernanda Munar Solimano                          |
| Herrendoppel | Jacobo Fernandez Rubén García | José Guevara Diego Mini                        | Joan Monroy Carlos Piris                         |
| Herrendoppel | Jacobo Fernandez Rubén García | José Guevara Diego Mini                        | Nicolas Oliva Santiago Otero                     |
| Damendoppel  | Paula Lopez Ania Setien       | Esther Jimenez Salma Ramirez                   | Inés Castillo Paula La Torre                     |
| Damendoppel  | Paula Lopez Ania Setien       | Esther Jimenez Salma Ramirez                   | Romina Fregoso Miriam Jacqueline Rodriguez Perez |
| Mixed        | Jacobo Fernandez Paula Lopez  | Luis Montoya Miriam Jacqueline Rodriguez Perez | Joan Monroy Ania Setien                          |
| Mixed        | Jacobo Fernandez Paula Lopez  | Luis Montoya Miriam Jacqueline Rodriguez Perez | Nicolas Oliva Iona Gualdi                        |